# غودريدغ روبرتس
غودريدغ روبرتس (بالإنجليزية: Goodridge Roberts)‏ هو رسام باربادوسي، ولد في 24 سبتمبر 1904 في باربادوس، وتوفي في 28 يناير 1974 في مونتريال في كندا.